# امواج دلتا

نمونه‌ای از امواج دلتای ثبت شده در یک ثانیه

امواج دلتا (انگلیسی: Delta wave)، امواج مغزی با دامنه بالا هستند، که بسامدی بین ۰٫۵ تا ۴ هرتز دارند. امواج دلتا مانند سایر امواج مغزی، با نوار مغزی یا الکتروانسفالوگرافی (EEG) قابل ثبت است و معمولاً با مرحله سوم خواب عمیق، یعنی مرحله حرکت آرام چشم در خواب (NREM) یا همان مرحله خواب امواج آهسته (SWS) ارتباط دارد. این امواج در شناسایی عمق خواب کمک می‌کند. سرکوب موج دلتا منجر به عدم توانایی جوانسازی و تجدید قوای بدن، عدم احیای مجدد مغز و خواب بی‌کیفیت و نامناسب می‌شود.

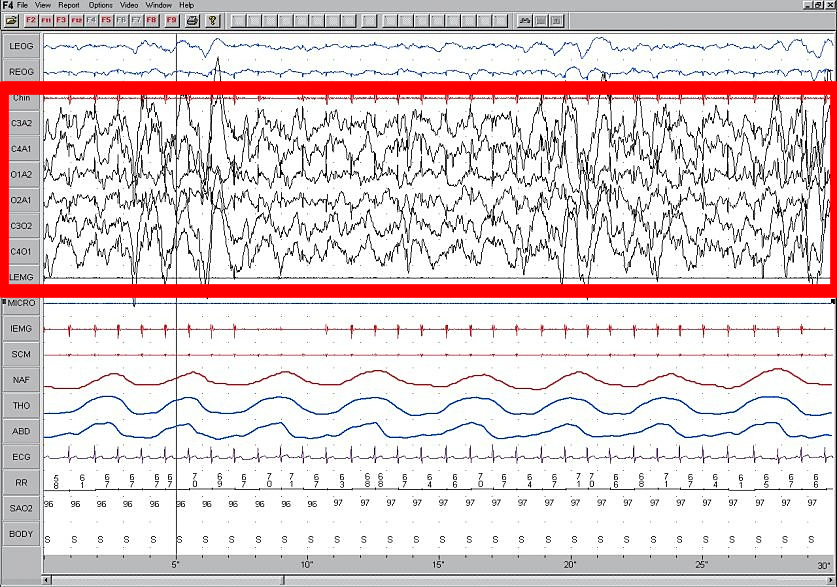
این تصویر فعالیت مغزی یک بیمار در مرحله سوم خواب را نشان می‌دهد. امواج مغزی با دامنه بالا با رنگ قرمز مشخص شده است. این تصویر یک دوره ۳۰ ثانیه‌ای از داده‌ها را نشان می‌دهد.

## پیشینه و تاریخچه
«امواج دلتا» برای اولین بار در دهه ۱۹۳۰ توسط ویلیام گری والتر توصیف شد که دستگاه الکتروانسفالوگرافی (EEG) هانس برگر را بهبود بخشید تا بتواند موج‌های آلفا و دلتا را تشخیص دهد. امواج دلتا با استفاده از دستگاه الکتروانسفالوگرافی کمی (QEEG) قابل اندازه‌گیری است.

## طبقه بندی و ویژگی ها
امواج دلتا مانند سایر امواج مغزی، با نوار مغزی یا الکتروانسفالوگرافی (EEG) قابل ثبت است. 
امواج دلتا در ابتدا با بسامدی بین ۱ تا ۴ هرتز تعریف شده بود، با این حال طبق دسته‌بندی‌های اخیر، بسامد این امواج بین ۰.۵ تا ۲ هرتز قرار دارد. این موج‌ها بالاترین دامنه و آهسته‌ترین بسامد را بین امواج مغزی دارند، با این حال مطالعات اخیر بسامدهای کندتر (<۰.۱ هرتز) را نیز تشخیص داده‌اند. موج دلتا در مرحله ۳ خواب شروع به ظاهر شدن می‌کند، اما دیگر در مرحله ۴ تقریباً به موج غالب امواج مغزی تبدیل می‌شود. مرحله ۳ خواب یعنی مرحله‌ای از خواب که موج دلتا کمتر از ۵۰٪ فعالیت داشته باشد، در حالی که در مرحله ۴ خواب، فعالیت موج دلتا بیش از ۵۰٪ است. این دو مرحله به تازگی ادغام شده و به‌طور کلی به عنوان مرحله N3 خواب امواج آهسته (N3 SWS) نامیده می‌شود. در مرحله N3 SWS خواب، ۲۰ درصد یا بیشتر از رکورد EEG را، امواج دلتا تشکیل می‌دهد. امواج دلتا در همه پستانداران و به طور بالقوه همه حیوانات نیز وجود دارد.
امواج دلتا اغلب با یکی دیگر از پدیده های EEG به نام مجموعه کی مرتبط هستند. نشان داده شده است که مجموعه کی بلافاصله قبل از امواج دلتا در مرحله خواب امواج آهسته رخ می‌دهد.
موج دلتا همچنین بر اساس محل فعالیت، به فعالیت متناوب موج دلتا پیشانی یا فرونتال (FIRDA)، گیجگاهی یا تمپورال (TIRDA) و پس‌سری یا اکسیپیتال (OIRDA)  تقسیم بندی شده است.

## فیزیولوژی عصبی

### تفاوت‌های جنسیتی
نشان داده شده است که در بیشتر گونه‌های پستانداران، موج دلتا در جنس ماده فعالیت بیشتری دارد.  این اختلاف میزان فعالیت تا اوایل سنین بزرگسالی (در سنین ۳۰ یا ۴۰ سالگی در انسان‌ها) آشکار نمی‌شود و کاهش فعالیت موج دلتا با افزایش سن، در مردان بیشتر از زنان است.